# Едита Арадиновић
Едита Арадиновић (Београд, 30. јун 1993), позната и само као Едита, српска је певачица и текстописац. Године 2010. учествовала је у певачком такмичењу Звезде Гранда, а између 2014. и 2018. била је чланица групе Министарке, након чега је започела соло каријеру. Такође се истакла учешћем у четвртој сезони музичког такмичења Твоје лице звучи познато, где је заузела треће место. Након више самосталних синглова, издала је студијски албум Љуштура (2023).

## Детињство и младост
Рођена је 30. јуна 1993. године у Београду, где је провела своје детињство. Отац Иса јој је Албанац пореклом из околине Медвеђе, а мајка Флорија делом Египћанка из Суве Реке. Има старију сестру Индиру, која је такође певачица, а имала је и брата који је преминуо 2004. године, када је она имала 11 година. Њена баба по мајци имала је сестру близнакињу, која је мајка српских денс музичара, Ђолета и Гагија Ђоганија.
Још као млада, Едита је развила страст према певању, изворно под утицајем српског турбо-фолка и америчког џеза, наводећи Сема Кука и Арету Френклин као највеће узоре. У родном граду је завршила трговачку школу, а у том периоду вежбала свој глас.

## Каријера

### 2012—2013: Почетак каријере иЗвезде Гранда
Након неуспеха у музичком такмичењу Звезде Гранда, Едита се представила 2012. године као соло певачица, снимивши песму Оверила која је постала српски летњи хит. Спот за песму снимљен је у Шпанији, а у њему се као гост појављује Робин Меберак, брат популарне колумбијске певачице Шакире.

### 2013—2018: Министарке иТвоје лице звучи познато
Едита је, годину дана након издавања сингла, добила понуду од свог колеге Немање Стевановића да буде главни вокал српског турбо-фолк пројекта познатог под називом Министарке — групе основане те 2013. године, настале по идеји Филипа Милетића и Милоша Рогановића, који су и аутори свих песама ове групе — што је прихватила. Поред ње, групу су чиниле Ана Машуловић као пратећи вокал, Ивана Еремић као бубњарка и Ивана Рудић као гитаристкиња. Од самог оснивања групе и Едитиног придруживања, почели су да се нижу хитови. Прво је настала песма са Ацом Пејовићем Поплава. Песма Дуни ветре је била њихова друга песма, за коју су урадили и спот. Врхунац ове групе био је дует са хрватском певачицом Северином, када су на лето 2014. године издали песму Uno momento која је постигла велики успех, не само у Србији и Хрватској, већ и на Балкану, а привукла је и медијску пажњу и контроверзу због провокативног текста и садржаја спота. Песма на Јутјубу има преко 100 милиона прегледа, што је ставља на друго место по броју прегледа у региону. До 2017. године је била најгледанија српска песма на Јутјубу, када ју је претекао музички спот за песму Моје злато Милице Тодоровић и Ем-си Јанка.
Група је наставила са радом и потом објавила песму са Сашом Матићем Звер.
Крајем 2015. године, Министарке су снимиле пет спотова за песме Грам емоција, Боинг 747, Кисеоник, Мртав или жив и Парадокс као најаву за свој албум првенац. Од децембра 2015. године, групи се прикључила Санела Ђембер, зрењанинска гитаристкиња.
Године 2017. Едита је била учесница четврте сезоне регионалног такмичења Твоје лице звучи познато. Од 12 седмица, колико је трајало такмичење, Едита је само једном била победница седмице, и то у улози колегинице Тијане Дапчевић, али је добила и велике похвале за своје имитације Бијонсе, Тифе, Индире Радић, Северине и других. Након широког спектра имитација и перформанса, Едита је стигла до финала, где је освојила треће место за целу сезону — имитацијом Бијонсе, децембра 2017. године.

### 2018—данас: Соло каријера
Почетком 2018. године, Едита је напустила Министарке како би се посветила соло каријери, јер је навела да себе више не види као део ове групе. Блуд и неморал први је сингл Едите након напуштања групе чији је члан била претходних пет година. Песму је урадила у дуету са Ацом Пејовићем и премијера је била 10. октобра 2018. године на званичном Јутјуб каналу певачице. Са Пејовићем је такође објавила хит-песму Поплава из 2013. године.
У мају 2019. године објавила је још један хит под именом Магнум, песму која броји преко 20 милиона прегледа. Крајем јула објавила је песму Животиње, која такође постаје хит. Почетком децембра објавила је песму Соба. У јуну 2020. године објављена је још једна песма са спотом, Слободно ме рани, која је наишла на бројне позитивне коментаре. Крајем августа исте године, објавила је песму А капела.
Дует са Емином Јаховић, који треба да буде део Емининог новог албума, објављен је новембра 2020. године. У фебруару 2021. године, објављује две нове песме. Прва је дует Филм о нама са српским певачем Цвијом. Друга песма носи назив Мелек. Тада је најавила да ради на дебитантском студијском албуму, док је у лето 2022. године објавила хит-песму Штикла.

## Дискографија
| Спот           | Година | Режисер                      |
| -------------- | ------ | ---------------------------- |
| Поплава        | 2013   | Пеђа Марковић (Човек Машина) |
| Дуни ветре     | 2014   | ДМ САТ видео продукција      |
| Uno momento    | 2014   | Андреј Илић                  |
| Звер           | 2015   | Visual Fever                 |
| Грам емоција   | 2015   | Inspiring Production         |
| Боинг 747      | 2015   | Visual Fever                 |
| Кисеоник       | 2015   | Visual Fever                 |
| Мртав или жив  | 2015   | Inspiring Production         |
| Парадокс       | 2015   | Inspiring Production         |
| Моје једино    | 2016   | NN Media                     |
| Заузето        | 2017   | Toxic Entertainment          |
| Tutto completo | 2017   | Toxic Entertainment          |

| Спот                    | Година | Режисер                       |
| ----------------------- | ------ | ----------------------------- |
| Оверила                 | 2012   | Ведад Јашаревић               |
| Блуд и неморал          | 2018   | NN Media                      |
| Magnum                  | 2019   | Ljubba, NN Media              |
| Животиње                | 2019   | NN Media                      |
| Соба                    | 2019   | NN Media                      |
| Југословенка [кавер]    | 2019   | Sunaj, Bandzi                 |
| Слободно ме рани        | 2020   | Немања Новаковић, NN Media    |
| Кокузна времена [кавер] | 2020   | Немања Новаковић              |
| А капела                | 2020   | Немања Новаковић, NN Media    |
| Добро сам               | 2020   | Андреј Илић                   |
| Ја сам твој дом         | 2020   | Немања Новаковић              |
| Филм о нама             | 2021   | Kha Concepts                  |
| Мелек                   | 2021   | Немања Новаковић              |
| Варалица                | 2021   | Кукла                         |
| Магла                   | 2022   | Андрија Гркић, Вељко Лаловић  |
| Егоманија               | 2022   | Лука Сепћић                   |
| Штикла                  | 2022   | Лука Матковић                 |
| Blef                    | 2022   | Вук Недељковић                |
| Пуцај Ми У Срце         | 2022   | Игор Жећевић                  |
| Будале                  | 2022   | Анже Шкрубе                   |
| Етида                   | 2022   | Petar kacketdole & dffrntvibe |
| 1001                    | 2022   | Лука Матковић                 |
| Живот без нас           | 2023   | Ана Циндрић, Лука Матковић    |
| Џаба ти                 | 2023   | Игор Жећевић                  |
| Баш смо успели          | 2023   | Игор Жећевић,Вељко Лаловић    |
| Атлантида               | 2023   | Ана Циндрић, Лука Матковић    |
| Љуштура                 | 2023   | Игор Жећевић                  |
| Моника Белучи           | 2023   | Ljubba                        |
| Плави                   | 2023   | Ljubba                        |
| Секс и град             | 2023   | Ljubba                        |
| Буди ми добро ти        | 2023   | Ljubba                        |
| Због тебе               | 2024   | Игор Жећевић                  |
| Ако ти заборавим        | 2024   |                               |
| Рио Рио                 | 2024   | Luka.Rec                      |
| Baile de gusle          | 2024   | Игор Жећевић                  |
| Где сунце залази        | 2024   | petar kacketdole              |
| Кап по кап              | 2024   | petar kacketdole              |
| Фуего                   | 2024   | petar kacketdole              |
| 00:08                   | 2024   | petar kacketdole              |
| Сама                    | 2025   |                               |
| Од мене се одвикавај    | 2025   | Дејан Милићевић               |
| Срце ледено             | 2025   |                               |
| Ђаволе                  | 2025   | Немања Новаковић              |
| Риба и по               | 2025   | Toxic Entertainment           |
| Немо                    | 2025   | Лука Јаковљевић               |
| Дилема                  | 2025   |                               |

## Филмографија
| Година | Назив                    | Жанр               | Улога   | Напомена               |
| ------ | ------------------------ | ------------------ | ------- | ---------------------- |
| 2010   | Звезде Гранда            | Ријалити-такмичење | Себе    | Елиминисана у 4. кругу |
| 2017   | Твоје лице звучи познато | Ријалити-шоу       | Бијонсе | 4. сезона; 3. место    |
| 2019   | Твоје лице звучи познато | Ријалити-шоу       |         | 5. сезона; 4. место    |

## Улоге у синхронизацијама
| Година | Наслов                     | Улога |
| ------ | -------------------------- | ----- |
| 2023.  | Мала сирена (филм из 2023) | Мира  |